# Ascidia gemmata
Ascidia gemmata is een zakpijpensoort uit de familie van de Ascidiidae. De wetenschappelijke naam van de soort is voor het eerst geldig gepubliceerd in 1895 door Sluiter.